# Поллівуд
Поллівуд (ਪੰਜਾਬੀ ਸਿਨੇਮਾ) — це неформальна назва кіноіндустрії індійського штату Пенджаб, де знімаються фільм мовою пенджабі. Головним центром є місто Аджітгарх, один з районів якого перетворено на Фільм-сіті. Також зйомки відбуваються у містах Амрітсар, Патіала, Капуртхала, Батхінда. На сьогодні створено близько 1000 кінострічок.

## Історія

### Британський період
Початок було покладено створено невеличкої кінокомпанії в Лахорі, де протягом 1924—1928 років було знято перше німе кіно «Доньки сьогодення» А. Р. Кардар. Усі актори, музики, сценаристи походили з Західного Пенджабу. В подальшому Кардар створив ще 9 німих пенджабських фільмів. Вони супроводжувалися національними танцями.
Перший звуковий фільм пенджабі «Шіла» (режисера К. Д. Мехра) було знято в Калькутті (Бенгалія) у 1935 році і дуже швидко став сенсацією у всьому Пенджабі після демонстрації у м. Лахор (тогочасному центрі колоніальної адміністрації провінції) 1936 року. Після такого успіху в Лахорі вирішили знімати фільми самостійно і стали залучати професіоналів з Бомбею. В Лахорі став виходити журнал «Кіне Джеральд» (редактор Балдев Радж Чопра) та газета «Адакар», присвячений кіно.
Після того, як в 1947 році Індія отримала незалежність від Британської імперії, країну, виходячи з релігії більшості населення, розділили на дві незалежні держави — на Індію і Пакистан.
Кордон пройшла прямо Пенджабом: 60 % території виявилися в Пакистані (столиця — Лахор), 40 відсотків в Індії (столиця — Чандігарх). Це негативно позначилося на місцевій кіношколі. Індуси і сикхи воліли повернутися в Бомбей, а мусульмани перебралися до Лахора.
Лахор продовжував швидко розвиватися як один з важливіших центрів пакистанського кінематографу, а кіноіндустрія отримала свою назву — Лоллівуд.

### 1950-1990-ті роки
На індійській половині Пенджабу стався занепад виробництва кіно. Фільми протягом 1950—1960-х років знімали рідко — кілька на рік, а потім десятиліттями демонстрували їх у місцевих кінотеатрах. Переважно це були комедійні або історичні фільми. У 1958 році популярність набула стрічка «Бхангра» режисера Мульк Радж Бхахрі, проте не сприяла пожвавленню цікавості до пенджабського кінематографа. Значущим став фільм «Сатледж де Канде» режисера Падам Пракеша Махешварі, який вийшов на екрани у 1964 році й здобув Національну кінопремію Індії.
У 1970-х роках в середньому створювали 9, у 1980-х — 8, 1990-х — 6 кінострічок щорічно. Основними тематиками була релігія, історичні події та герої. Були серед цих рідкісних фільмів і хіти національного масштабу, зокрема «Нанак Наам Джахаз Хай» (1969 рік) режисера Рами Махешварі. Набув популярності не лише в Індії, а й серед пенджабців в інших країнах. Люди стояли в кілометрових чергах, щоб купити квиток на фільм.
На початку 1970-х завдяки цьому фільму починається зростати інтерес до пенджабських фільмів. На Поллівуді у 1970 році створюють стрічки «Канкан Де Охле» та «Нанак Дехія Саб Сансар», що здобули славу. Завдяки цьому пенджабські актори стали популярними в Боллівуді Серед них, наприклад, Дхармендра, Суніл Датт, Раджендра Кумар, Ранджіт і Дара Сінґх. Водночас в середині 1970-х років в Пенджабі також збільшилося кількість фільмів, лише у 1976 років з'явилося 7 стрічок.
У 1980 році фільм «Чанн Пардесі» режисера Чітрартха Сінґха здобув Національну премію Індії. Того ж року хітом став фільм «Джатті» режисера Мохана Бхакхрі. Після цього на деякий час стався спад у виробництві. Втім вже у 1983 році вийшла 8 фільмів, серед яких найуспішнішим був «Путт Джаттан Де» режисера Джагджіта Гілла. У 1984 році було знято перший пенджабський фільм у Великій Британії — «Джаарі Джатт Ді».
На початку 1990-х років загалом тривали сприятливі для Поллівуда тенденції з творення фільмів, які переважно були комерційно успішними. У 1994 році фільми «Качехрі», «Ваірі» та «Табарі» стали блокбастерами, а перший здобув Національну кінопремію. У 2-й половині 1990- років відбувається значний занепад пенджабського кінематографа, коли кількість випущених фільмів скоротилося до 5. Це було пов'язано з численними провалами у прокаті фільмів, створених на Поллівуді. У 1997 році здійснено спробу зняти двомовний фільм (пенджабі та гінді) — «Поїзд до Пакистану», проте він не мав глядацького успіху. Окремо слід виділити перемогу 1998 року Національної кінопремії фільмом «Мейн Маа Панджаб» режисера Балванта Дуллата, який миттєво став хітом панджабський кіно. Разом з тим тенденції в розвитку кінематографа залишалися негативними. Лише з початку 2000-х років починається його часткове відродження.

## Сучасність
У 2001 році фільм «Халса Меро Руп Хай Хаас» вперше цілеспрямовано створювався для іноземної аудиторії, його жодного дня не було продемонстровано у кінотеатрах Пенджабу. Втім поворотним моментом у відродженні Поллівуду став фільм 2002 року «Джі Аян Ну» режисера Манмохана Сінґха. У 2003—2004 роках останніх випустив ще два значних фільми «Бадла» та «Аса Ну Маан Ватна Да».
В результаті у 2005—2006 роки ситуація стала виправлятися, картин стало більше: у 2005 та 2006 роках — 5, 2008 році — 6. У 2009 році вийшла 3 популярні фільми: «Джаг Джеодейє Дех Меле» та «Тера Мера Кі Рішта» (режисер Наваніат Сінґх), «Мунде В. Б. Де» й «Діл Апна Педжабі» (режисер Манмохан Сінґх).
Фільм 2010 року «Мел Караде Рабба» режисера Наваніат Сінґха став найкасовішим пенджабі фільмом з часу існування Поллівуду. Того ж року кінострічка «Джавані Зіндабад» (режисер Ґаріндер Гілл) здобула шалений успіх у Канаді. Загалом протягом 2010 року вийшло на екрани 16 фільмів.
У 2011 році Іш Амітож Каур стала першою жінкою режисером стрічок на пенджабі, знявши фільм «Чеван Дарійа». Вона переважно працює в США. Того ж року в м. Панчкула було вперше вручено Пенджабські кінопремії за стрічки на телебаченні. Загалом цього року вийшла 11 фільмів, які практично усі були популярними та комерційно успішними.
2012 рік вважають роком нового піднесення Поллівуду, коли вийшло 24 кінострічки. Тоді вийшов найдорожчий пенджабський фільм «Мірза — Таємнича історія» (режисер Балджіт сінґх Део), що коштував 1,4 млн доларів США. Блокбастером став фільм «Джатт і Джуліт» режисера Анурага Сінґха. Значна частина тогорічних фільмів була комедіями. У 2012 році відбулося вручення премії Пенджабської міжнародної кіноакадемії, яке сталося у Торонто (Канада). Започатковано кінофестивалі: Пенджабський кінофестиваль в Амрітсарі, Ма Болі Міжнародний Пенджабський кінофестиваль у Ванкувері (Канада), Пенджабський міжнародний кінофестиваль у Торонто.
Протягом 2013 року було створено 42 фільми. Основними були соціальні проблеми, питання корупції. Того ж року вийшов перший 3D-фільм пенджабі — «Пехчаан 3D» (режисер Манні Пармар). Того ж року уряд штату впровадив норму, що якою виробники фільмів отримували знижку у 5 % на податок з реалізації у випадку, якщо діалоги мовою пенджабі складають 75 %.
2014 року з'явилася 41 кінострічка, серед яких «Чаар Сагібзааде» режисера Гаррі Баведжа став першим 3D анімованим фільмом (історичною драмою). У 2015 році вийшло 39 фільмів, у 2016 році — 41. Цього ж року скасовано податок на виробництво кінопродукції.

## Кінокомпанії
- Джок Фекторі
- Студя 7 Продакшн

## Відомі актори
- Вірендра
- Гуг Гілл
- Шавіндер Махал
- Амму Вірк
- Кулрадж Рандхава
- Сурвін Чавла